# Municipio de Jasper (condado de Jasper)
El municipio de Jasper (en inglés: Jasper Township) es un municipio ubicado en el condado de Jasper en el estado estadounidense de Misuri. En el año 2010 tenía una población de 601 habitantes y una densidad poblacional de 5,25 personas por km².

## Geografía
El municipio de Jasper se encuentra ubicado en las coordenadas 37°18′43″N 94°33′54″O / 37.31194, -94.56500. Según la Oficina del Censo de los Estados Unidos, el municipio tiene una superficie total de 114.54 km², de la cual 112,88 km² corresponden a tierra firme y (1,44 %) 1,65 km² es agua.

## Demografía
Según el censo de 2010, había 601 personas residiendo en el municipio de Jasper. La densidad de población era de 5,25 hab./km². De los 601 habitantes, el municipio de Jasper estaba compuesto por el 97,67 % blancos, el 0,5 % eran amerindios, el 0,17 % eran asiáticos, el 0,33 % eran isleños del Pacífico, el 0,17 % eran de otras razas y el 1,16 % eran de una mezcla de razas. Del total de la población el 0,67 % eran hispanos o latinos de cualquier raza.